# Alopecosa kulczynski
Alopecosa kulczynski este o specie de păianjeni din genul Alopecosa, familia Lycosidae, descrisă de Sternbergs, 1979. Conform Catalogue of Life specia Alopecosa kulczynski nu are subspecii cunoscute.